# Grand Mur CfA2

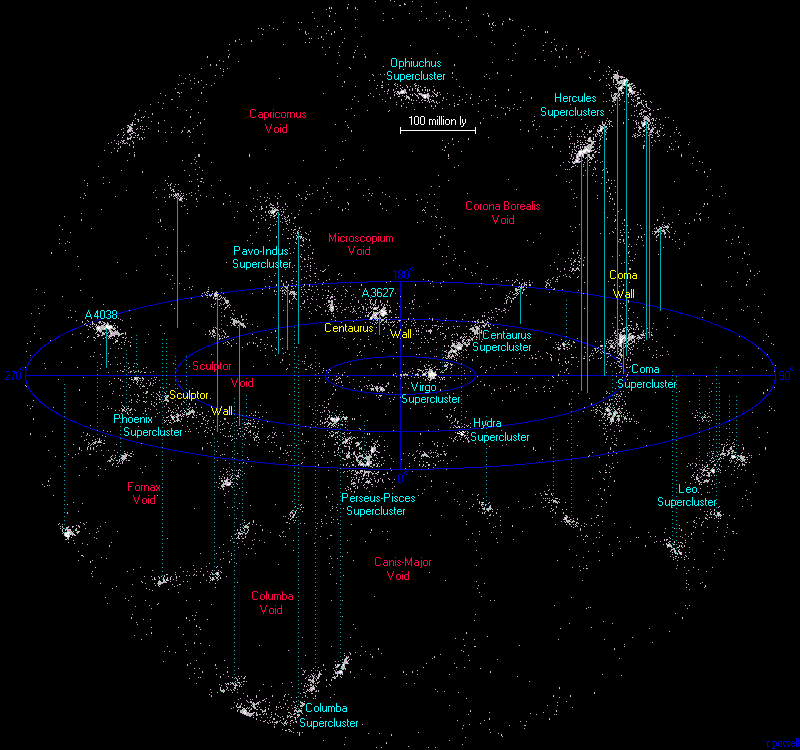
Le Grand Mur CfA2

En astronomie, le Grand Mur, parfois plus spécifiquement nommé Grand Mur CfA2, est un filament de galaxies. Il s'agit de la quatrième plus grande structure cosmique connue de l'Univers (après le Huge-LQG, le Grand Mur de Sloan et le Grand Mur d'Hercule-Couronne boréale).

## Caractéristiques
Le Grand Mur est situé à environ 200 millions d'années-lumière de la Terre et mesure plus de 500 millions d'années-lumière de long, 300 millions d'années-lumière de large et 15 millions d'années-lumière d'épaisseur. 
Son étendue exacte n'est pas connue à cause du disque de gaz et de poussière de la Voie lactée, dans laquelle la Terre se trouve : le milieu interstellaire occulte les observations et a jusqu'ici empêché de déterminer si le mur s'arrête ou continue au-delà de ce qu'il est actuellement possible d'observer.

## Origine
Comme les autres grandes structures de l'Univers, il ne s'agirait pas à proprement parler d'une structure au sens astronomique, si ses composants ne sont pas gravitationnellement liés.
On pourrait cependant supposer que ces structures, comme le Grand Mur, se forment le long de fils de matière noire, dont on pense qu'elle détermine la structure de l'Univers à très grande échelle. La matière noire attirerait gravitationnellement la matière ordinaire, laquelle serait observée formant de long murs fins de superamas galactiques.

## Découverte
Le Grand Mur fut découvert en 1989 par Margaret Geller et John Huchra sur la base d'observations du décalage vers le rouge de galaxies, le CfA Redshift Survey. Il est resté la plus grande structure cosmique connue jusqu'à la découverte du Grand Mur de Sloan, découvert en 2003 à partir de données provenant du Sloan Digital Sky Survey ; cette structure distante d'un milliard d'années-lumière est longue d'1,5 milliard d'années-lumière.